# Junior Eurovision Song Contest 2013
Junior Eurovision Song Contest 2013 var den 11. udgave af Junior Eurovision Song Contest. 
Finalen afholdes d. 30. november 2013 i National Palace of Arts i Ukraine, efter Anastasiya Petryks sejr i 2012 med sangen "Nebo". 
Det er dog bekræftet af Danmark ikke er med i Junior Eurovision Song Contest dette år. Danmark har ikke været med i Junior Eurovision Song Contest, efter at DR meldte sig ud af konkurrencen. 
Vinderen blev for første gang nogensinde Malta, der mere end fordoblede sin tidligere højeste score. Det var 11 årige Gaia Cauchi, der vandt konkurrencen med 130 point i alt, med Ukraine og Hviderusland på hhv. 2. og 3. pladsen.

## Deltagere
Der var i alt 12 deltagere
|    | Land         | Sprog                   | Artist           | Sang                      | Plads | Point |
| -- | ------------ | ----------------------- | ---------------- | ------------------------- | ----- | ----- |
| 01 | Sverige      | Svensk                  | Elias            | "Det är dit vi ska"       | 9     | 46    |
| 02 | Aserbajdsjan | Aserbajdsjansk, Engelsk | Rustam Karimov   | "Me and my guitar"        | 7     | 66    |
| 03 | Armenien     | Armensk, Engelsk        | Monica Avanesyan | "Choco Fabric"            | 6     | 69    |
| 04 | San Marino   | Italiensk               | Michele Perniola | "O-o-O Sole intorno a me" | 10    | 42    |
| 05 | Makedonien   | Makedonsk               | Barbara Popovic  | "Ohrid i muzika"          | 12    | 19    |
| 06 | Ukraine      | Ukrainsk, Engelsk       | Sofia Tarasova   | "We Are One"              | 2     | 121   |
| 07 | Hviderusland | Hviderussisk            | Ilya Volkov      | "Poy so mnoy"             | 3     | 108   |
| 08 | Moldova      | Rumænsk, Engelsk        | Rafael Bobeica   | "Cum sa fim"              | 11    | 41    |
| 09 | Georgien     | Georgisk, Engelsk       | The Smile Shop   | "Give Me Your Smile"      | 5     | 91    |
| 10 | Holland      | Nederlandsk, Engelsk    | Mylène & Rosanne | "Double Me"               | 8     | 59    |
| 11 | Malta        | Engelsk                 | Gaia Cauchi      | "The Start"               | 1     | 130   |
| 12 | Rusland      | Russisk                 | Dayana Kirillova | "Mechtay"                 | 4     | 106   |